# 수의사
수의사(獸醫師)는 가축이나 반려동물, 야생동물들의 병과 상처를 진찰하고 치료하는 전문의를 가리킨다.

## 같이 보기
- 수의학
- 공중방역수의사